# Lukas Aurednik
Lukas „Harry“ Willibald Aurednik (* 20. Februar 1918 in Wien; † 2. Juni 1997) war ein österreichischer Fußballspieler und -trainer. Aurednik, auch Stürmer in der Nationalmannschaft, gewann sowohl mit Austria Wien als auch Rapid Wien mehrere Meisterschaften und jeweils einmal den Cup. In Frankreich wurde er mit RC Lens Vizemeister. Später setzte er seine Karriere als Trainer, vornehmlich in Griechenland, fort.

## Laufbahn

### Spieler
Lukas Aurednik wurde am 20. Februar 1918 als Sohn des Fassbinders Alois Aurednik (* 25. Juni 1878 in Wien; † 17. Dezember 1955 ebenda) und dessen Ehefrau Karoline (geborene Swaton) in Wien geboren und auf den Namen Lukas Willibald getauft. Er hatte mindestens zwei älteren Brüder, die Monteure Karl (* 21. September 1904 in Wien; † unbekannt) und Rudolf Alois (* 12. Juli 1909 in Wien; † November 1967).
Seine Fußballkarriere begann er als Torwart  beim kleinen Verein „Sportclub Staatsfabrik“ und wurde aufgrund seiner spielerischen Fähigkeiten alsbald auch auf dem Feld eingesetzt. Über die Position des rechten Außenverteidigers wandelte er sich zum erfolgreichen Mittelstürmer und erhielt 1935 seinen ersten Profivertrag beim österreichischen Rekordmeister Rapid Wien. Mit den Hütteldorfern konnte er 1938 letzter Fußballmeister Österreichs vor dem Anschluss an das Deutsche Reich werden. Ab 1938 spielte er für mehrere Jahre beim TuS Neuendorf und gastierte zwischenzeitlich kurz beim Spandauer SV, dem unterklassigen Verein Rot-Weiß Iserlohn und beim LSV Wolfenbüttel, bevor er zum Militär-SV Brünn nach Brünn (heute Brno) ins Protektorat Böhmen und Mähren versetzt wurde. Mit den Brünnern spielte er allerdings in der Gauliga Sudetenland, die er 1943 mit seinem Verein auch gewann und damit in der Endrunde um die deutsche Meisterschaft mitspielen hätte können. Aurednik wurde aber – nach einer kurzen Rückkehr zur Rapid Wien (3 Spiele) – noch im selben Jahr zum Luftwaffensportverein Markersdorf in Markersdorf an der Pielach versetzt und erreichte mit dem „Auffangverein für eingezogene Fußballprofis“, wie der Wehrmachtsverein auch genannt wurde und dem bereits Spieler wie Karl Durspekt, Karl Sesta, Max Merkel, Walter Dzur und Paul Zielinski zugeteilt worden waren, in der Saison 1943/44 den sechsten Platz in der ostmärkischen Gauliga.
1944 konnte Harry Aurednik allerdings wieder zur Rapid zurückkehren, wo er auch bis 1946 blieb. Mit den Grün-Weißen wurde er in der Saison 1945/46 auch erster österreichischer Fußballmeister und Pokalsieger im Nachkriegs-Österreich. Er selbst steuerte dazu als linker Außenstürmer 28 Tore in 20 Meisterschaftspartien und 7 Tore in 3 Pokalpartien bei. 1946 folgte schließlich der Gang ins Ausland zum Club Olympique Roubaix-Tourcoing nach Frankreich, wobei er auf Grund der fehlenden Freigabe des ÖFB nur in der Reservemannschaft spielen konnte, sich aber zusätzlich im Nachwuchstraining engagierte. Er kam 1948 wieder nach Österreich zurück und spielte nach seiner Begnadigung ein halbes Jahr später nunmehr für den FK Austria Wien. Dort bildete er als Linksaußen in Kombination mit seinem eleganten Verbindungsstürmer Ernst Stojaspal den besten Sturm der Liga und konnte rasch an seine alten Torjägerqualitäten anknüpfen. Mit den Violetten gewann er in den Jahren 1949, 1950 und 1953 drei Mal den österreichischen Meistertitel und 1949 auch den Pokalbewerb.
Bekannt wurde Aurednik, dem von den Fans auch der Spitzname „der Zauberer“ gegeben wurde, vor allem durch seine Scherensprünge, mit denen der seine Gegner regelrecht verwirrte und mit dem berühmten „Eisenbahner–Schmäh“ (das Hin- und Her-Schieben des Balles mit der Fußsohle). Von seiner Statur her war er ein Leichtgewicht, dafür technisch hochbegabt und äußerst sprintstark. Seiner Schnelligkeit verdankte er auch seinen Namen „Harry“, der nach einem Spiel gegen eine englische Mannschaft an ihm hängenblieb. Auf Grund seiner Antrittsstärke feierten ihn die britischen Fans mit „hurry, hurry“-Rufen an, daraus wurde dann – frei wienerisch übersetzt – der „Harry“.
Als Spieler der Austria schaffte Aurednik 1948 als bereits 30-Jähriger auch noch den Sprung in die österreichische Nationalmannschaft. Sein Debüt für Österreich gab der Spätberufene Wiener beim Spiel gegen die Tschechoslowakei am 31. Oktober 1948 in Pressburg. Insgesamt absolvierte er in drei Jahren 14 Länderspiele für das Nationalteam und war auch an den Siegen gegen Schweden, Türkei, Tschechoslowakei, zweimal Jugoslawien, Italien, Ungarn, Dänemark und am Auswärtssieg über Schottland maßgeblich beteiligt. Nach dem Spiel gegen die schottische Elf 1950 fiel er allerdings aus dem Kader und wurde nicht mehr einberufen.
Nachdem er 1953 Spielertrainer beim unterklassigen SC Austria Lustenau wurde, wagte der Stürmer 1954 noch einmal den Gang nach Frankreich, wo er zunächst zwei Jahre in Lens spielte und in seiner ersten Saison bei 29 Einsätzen immerhin sechs Tore in der französischen Division 1 erzielte. Im Spieljahr 1955/56 erreichte er mit seiner Mannschaft gemeinsam mit Erich Habitzl die Vizemeisterschaft, wobei er in den 34 Spielrunden 15 Mal eingesetzt wurde. Von 1956 bis 1958 war er noch in der Division 2 beim Le Havre AC aktiv und brachte es auf 12 Tore in 60 Meisterschaftsspielen.

### Trainer
Nachdem er 1958 endgültig mit dem Spielen aufhörte, ging er nach Griechenland, wo er zwischen Juli 1959 und Dezember 1960 als Cheftrainer und bis zum Saisonende 1960/61 als taktischer Berater im Trainerteam, den Erstligisten AEK in Athen betreute, was wohl die prominenteste seiner Trainerstationen war. Mit AEK Athen erreichte er die Vizemeisterschaft 1960, nachdem das Team die Saison punktgleich mit Panathinaikos an der Tabellenspitze abschloss und den Titel in einem Play-off Spiel mit 1-2 nach früher Führung knapp verspielte.
Mit Ausnahme der Zeit bei Anorthosis Famagusta in Zypern blieb er bis 1967 in Griechenland. Erwähnenswert aus dieser Zeit ist der Gewinn des zyprischen Landespokals 1964 sowie des Superpokals des gleichen Jahres mit Anorthosis. Des Weiteren ist Aurednik einer von nur vier Trainern der 1. griechischen Liga, die ihren eigenen Sohn einsetzen durften und er Torschütze wurde, als zur Saison 1962/63 bei Ethnikos Piräus sein damals 18-jähriger Sohn Jürgen Aurednik als Stürmer drei Ligaspiele und ein Tor verzeichnete.
Danach kehrte er nach Österreich zurück und betreute zwei Jahre lang den frisch in die zweite Liga abgestiegenen 1. Wiener Neustädter SC.
Zur Saison 1970/71 wurde er von Sporting Charleroi als Nachfolger des Tschechen Jiří „George“ Sobotka verpflichtet unter dem die Belgier 1969 Vizemeister wurden, was die beste Platzierung der Vereinsgeschichte darstellt. Auf Auredniks Initiative hin wurde der Mittelfeldspieler Gerhard „Bobby“ Böhmer von der Wiener Admira verpflichtet der bei Charleroi legendären Status erwerben sollte. Am Ende der Saison stieg der Verein als Vorletzter ab. Aber Aurednik wurde bereits ab 17. Jänner 1971 durch Tony Antonneau ersetzt.
Er wurde am Wiener Zentralfriedhof bestattet. Seine Ehefrau Aloisia (* 23. September 1912; † 26. Dezember 2007) überlebte ihn um über zehn Jahre und wurde am 10. Jänner 2008 an seiner Seite beerdigt.

## Stationen
Spieler (weitere siehe Text)
- 1933–1935: SC Staatsfabrik Wien
- 1935–1938: SK Rapid Wien
- 1938–1942: TuS Neuendorf
- 1943: MSV Brünn
- 1942–1943: SK Rapid Wien
- 1943–1944: LSV Markersdorf
- 1944–1946: SK Rapid Wien
- 1946–1948: CO Roubaix-Tourcoing
- 1948–1953: FK Austria Wien
- 1953–1954: SC Austria Lustenau (Spielertrainer)
- 1954–1956: RC Lens
- 1956–1958: Le Havre AC

Trainer
- 1953–1954: SC Austria Lustenau (Spielertrainer)
- 1959–1960: AEK Athen
- 1961–1962: Pierikos Katerini
- 1962–1963: Ethnikos Piräus
- 1963–1965: Anorthosis Famagusta
- 1965–1967: Panetolikos
- 1967–1969: 1. Wiener Neustädter SC
- 1970–1971: Sporting Charleroi

## Erfolge
Spieler
- 5 × Österreichischer Meister: 1938, 1946 (Rapid), 1949, 1950, 1953 (Austria)
- 2 × Österreichischer Pokalsieger: 1938 (Rapid), 1949 (Austria)
- 1 × Sudetendeutscher Meister: 1943 (Brünn)
- 1 × Französischer Vizemeister: 1956 (Lens)
- 14 Länderspiele und 2 Tore für die österreichische Fußballnationalmannschaft von 1948 bis 1950

Trainer
- Pokal von Zypern: 1964 (Anorthosis)